# Masafumi Hara
Masafumi Hara (jap. 原正文 Hara Masafumi; ur. 21 grudnia 1943) – były japoński piłkarz, reprezentant kraju.

## Kariera klubowa
Jako piłkarz grał w takim klubie jak Nippon Steel. Karierę zakończył w 1974.

## Kariera reprezentacyjna
W reprezentacji Japonii zadebiutował w 1970. W sumie w reprezentacji wystąpił w 5 spotkaniach.

## Statystyki
| Reprezentacja Japonii | Reprezentacja Japonii | Reprezentacja Japonii |
| Rok                   | Mecze                 | Gole                  |
| --------------------- | --------------------- | --------------------- |
| 1970                  | 5                     | 0                     |
| Razem                 | 5                     | 0                     |